# Internationales Leichtathletik-Meeting „Anhalt 2020“
Das 22. Internationale Leichtathletik-Meeting „Anhalt 2020“ war eine Leichtathletik-Veranstaltung, die am 8. September 2020 im Paul-Greifzu-Stadion im ostdeutschen Dessau-Roßlau stattfand. Die Veranstaltung war Teil der World Athletics Continental Tour und zählte zu den Bronze-Meetings, der dritthöchsten Kategorie dieser Leichtathletik-Serie.

## Resultate

### Männer

#### 100 m
| Platz | Athlet             | Land | Zeit (s) |
| ----- | ------------------ | ---- | -------- |
| 1     | Yupun Abeykoon     | LKA  | 10,16 NR |
| 2     | Deniz Almas        | GER  | 10,18    |
| 3     | Michael Pohl       | GER  | 10,41    |
| 4     | Aleksandar Askovic | GER  | 10,50    |
| 5     | Robby Welsch       | GER  | 10,52    |

Wind: +0,4 m/s

#### 400 m
| Platz | Athlet              | Land | Zeit (s) |
| ----- | ------------------- | ---- | -------- |
| 1     | Dariusz Kowaluk     | POL  | 46,82    |
| 2     | Constantin Preis    | GER  | 47,38    |
| 3     | Alex Haydock-Wilson | GBR  | 47,56    |
| 4     | Fabian Dammermann   | GER  | 47,56    |
| 5     | Yilmar Herrera      | COL  | 49,03    |

#### 800 m
| Platz | Athlet            | Land | Zeit (min) |
| ----- | ----------------- | ---- | ---------- |
| 1     | Evans Kichumba    | KEN  | 1:48,06    |
| 2     | Boaz Kiprugut     | KEN  | 1:48,19    |
| 3     | Maarten Pflaum    | NED  | 1:48,77    |
| 4     | Dennis Biederbick | GER  | 1:48,98    |
| 5     | Marius Probst     | GER  | 1:49,33    |
| 6     | Marvin Heinrich   | GER  | 1:49,88    |
| 7     | Rocco Martin      | GER  | 1:50,88    |
| 8     | Fabian Spinrath   | GER  | 1:53,40    |
| 9     | Maximilian Sluka  | GER  | 1:54,77    |
|       | Žan Rudolf        | SLO  | DNF        |
|       | Omar Jammeh       | GAM  | DNF        |

#### 110 m Hürden
| Platz | Athlet                 | Land | Zeit (s) |
| ----- | ---------------------- | ---- | -------- |
| 1     | Michael Obasuyi        | BEL  | 13,68    |
| 2     | Cameron Fillery        | GBR  | 13,77    |
| 3     | João Vítor de Oliveira | BRA  | 14,04    |
| 4     | Yohan Chaverra         | COL  | 14,05    |

#### Stabhochsprung
| Platz | Athletin                | Land | Höhe (m) |
| ----- | ----------------------- | ---- | -------- |
| 1     | Piotr Lisek             | POL  | 5,80     |
| 2     | Christopher Nilsen      | USA  | 5,70     |
| 3     | Ben Broeders            | BEL  | 5,60     |
| 4     | Konstandinos Filippidis | GRE  | 5,60     |
| 5     | Bo Kanda Lita Baehre    | GER  | 5,50     |
| 6     | Menno Vloon             | NED  | 5,40     |
| 7     | Cole Walsh              | USA  | 5,30     |
| 8     | Oleg Zernikel           | GER  | 5,30     |
| 9     | Gillian Ladwig          | GER  | 5,20     |
| 10    | Lamin Krubally          | GAM  | 5,20     |
| 10    | Daniel Clemens          | GER  | 5,00     |
|       | Audie Wyatt             | USA  | NH       |
|       | Tom-Linus Humann        | GER  | NH       |

#### Speerwurf
| Platz | Athlet            | Land | Weite (m) |
| ----- | ----------------- | ---- | --------- |
| 1     | Johannes Vetter   | GER  | 87,17     |
| 2     | Andrian Mardare   | MDA  | 84,41     |
| 3     | Edis Matusevičius | LAT  | 75,94     |
| 4     | Timothy Herman    | BEL  | 72,25     |
| 5     | Jonas Bonewit     | GER  | 71,11     |
| 6     | Tom Meier         | GER  | 70,35     |
| 7     | Jakob Nauck       | GER  | 67,91     |
|       | Andreas Hofmann   | GER  | NM        |

### Frauen

#### 100 m
| Platz | Athlet                  | Land | Zeit (s) |
| ----- | ----------------------- | ---- | -------- |
| 1     | Rebekka Haase           | GER  | 11,26 SB |
| 2     | Lisa Nippgen            | GER  | 11,32    |
| 3     | Lisa-Marie Kwayie       | GER  | 11,40    |
| 4     | Amelie-Sophie Lederer   | GER  | 11,54    |
| 5     | Johanna Marie Bechthold | GER  | 11,66    |

#### 400 m
| Platz | Athlet                 | Land | Zeit (s) |
| ----- | ---------------------- | ---- | -------- |
| 1     | Laviai Nielsen         | GBR  | 52,40    |
| 2     | Patrycja Wyciszkiewicz | POL  | 52,82    |
| 3     | Laura Müller           | GER  | 52,95    |
| 4     | Ruth Sophia Spelmeyer  | GER  | 53,64    |
| 5     | Laura de Witte         | NED  | 55,39    |

#### 800 m
| Platz | Athlet            | Land | Zeit (min) |
| ----- | ----------------- | ---- | ---------- |
| 1     | Christina Hering  | GER  | 2:02,26    |
| 2     | Tanja Spill       | GER  | 2:03,01    |
| 3     | Renée Eykens      | BEL  | 2:03,30    |
| 4     | Caterina Granz    | GER  | 2:03,51    |
| 5     | Sara Kuivisto     | FIN  | 2:03,57    |
| 6     | Isabelle Boffey   | GBR  | 2:04,02    |
| 7     | Sophia Sommer     | GER  | 2:09,72    |
| 8     | Patricia de Graat | GER  | 2:10,69    |
|       | Rebekka Ackers    | GER  | DNF        |
|       | Celine Noack      | GER  | DNF        |
|       | Olha Ljachowa     | UKR  | DNF        |

#### 100 m Hürden
| Platz | Athlet          | Land | Zeit (s) |
| ----- | --------------- | ---- | -------- |
| 1     | Elwira Herman   | BLR  | 12,85    |
| 2     | Payton Chadwick | USA  | 13,00    |
| 3     | Lotta Harala    | FIN  | 13,19    |
| 4     | Ricarda Lobe    | GER  | 13,43    |
| 5     | Lucie Koudelová | CZE  | 13,62    |

#### Hochsprung
| Platz | Athletin              | Land | Weite (m) |
| ----- | --------------------- | ---- | --------- |
| 1     | Julija Lewtschenko    | UKR  | 1,96      |
| 2     | Jaroslawa Mahutschich | UKR  | 1,96      |
| 3     | Iryna Heraschtschenko | UKR  | 1,93      |
| 4     | Salome Lang           | SUI  | 1,87      |
| 5     | Bianca Stichling      | GER  | 1,80      |
| 6     | Lale Eden             | GER  | 1,80      |
| 7     | Blessing Enatoh       | GER  | 1,75      |
| 8     | Charlotte Haas        | GER  | 1,70      |

#### Weitsprung
| Platz | Athletin                      | Land | Weite (m) |
| ----- | ----------------------------- | ---- | --------- |
| 1     | Malaika Mihambo               | GER  | 7,03 WL   |
| 2     | Maryna Bech-Romantschuk       | UKR  | 6,85      |
| 3     | Nastassja Mirontschyk-Iwanowa | BLR  | 6,72      |
| 4     | Alina Rotaru                  | ROM  | 6,45      |
| 5     | Maryse Luzolo                 | GER  | 6,29      |
| 6     | Nicola Kondziella             | GER  | 6,07      |
| 7     | Michaela Kučerová             | CZE  | 6,01      |
| 8     | Lea-Jasmin Riecke             | GER  | 5,89      |
|       | Merle Homeier                 | GER  | NM        |